# Burgh royal

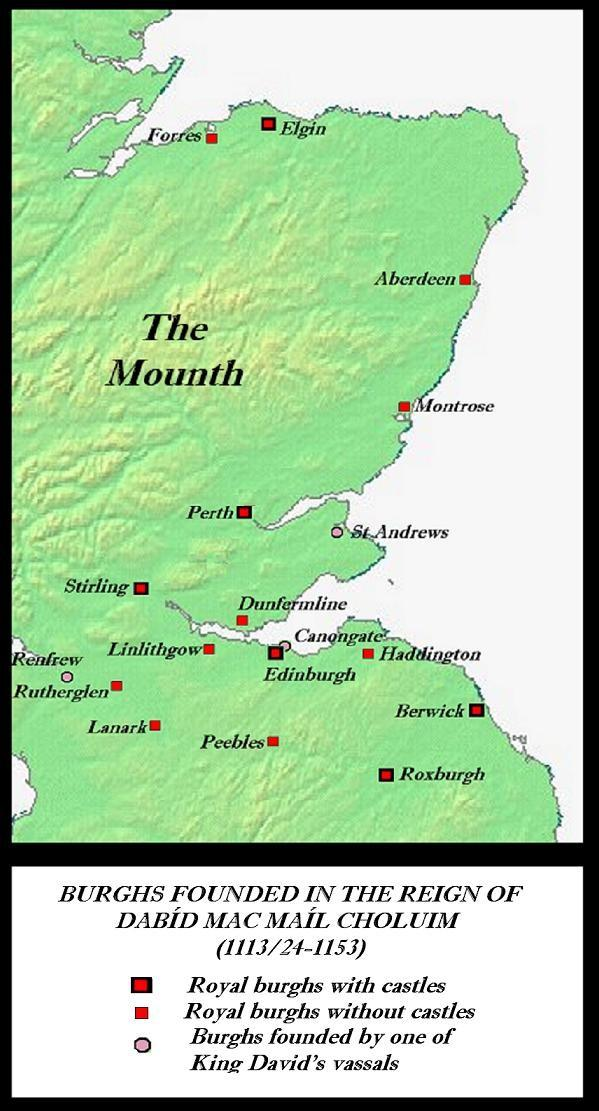
Carte des Burghs probablement fondées avant le règne de David I d'écosse

Un burgh royal (Royal burgh en anglais) est un burgh d'Écosse fondé ou acheté par une charte royale. Cette appellation a officiellement été abolie en 1975, mais reste en réalité courante dans nombre d'entre eux.

## Liste de burghs royaux

### En 1153
- Aberdeen
- Berwick-upon-Tweed
- Édimbourg
- Dunfermline
- Elgin
- Forres
- Linlithgow
- Montrose
- Peebles
- Perth (qui avait une préséance sur tous les autres burghs royaux excepté Édimbourg)
- Rutherglen
- Roxburgh (son statut a été par la suite révoqué en raison de la disparition de la ville originale, devenue simple hameau)
- Stirling
- Tain